# チャリオット (特殊潜航艇)

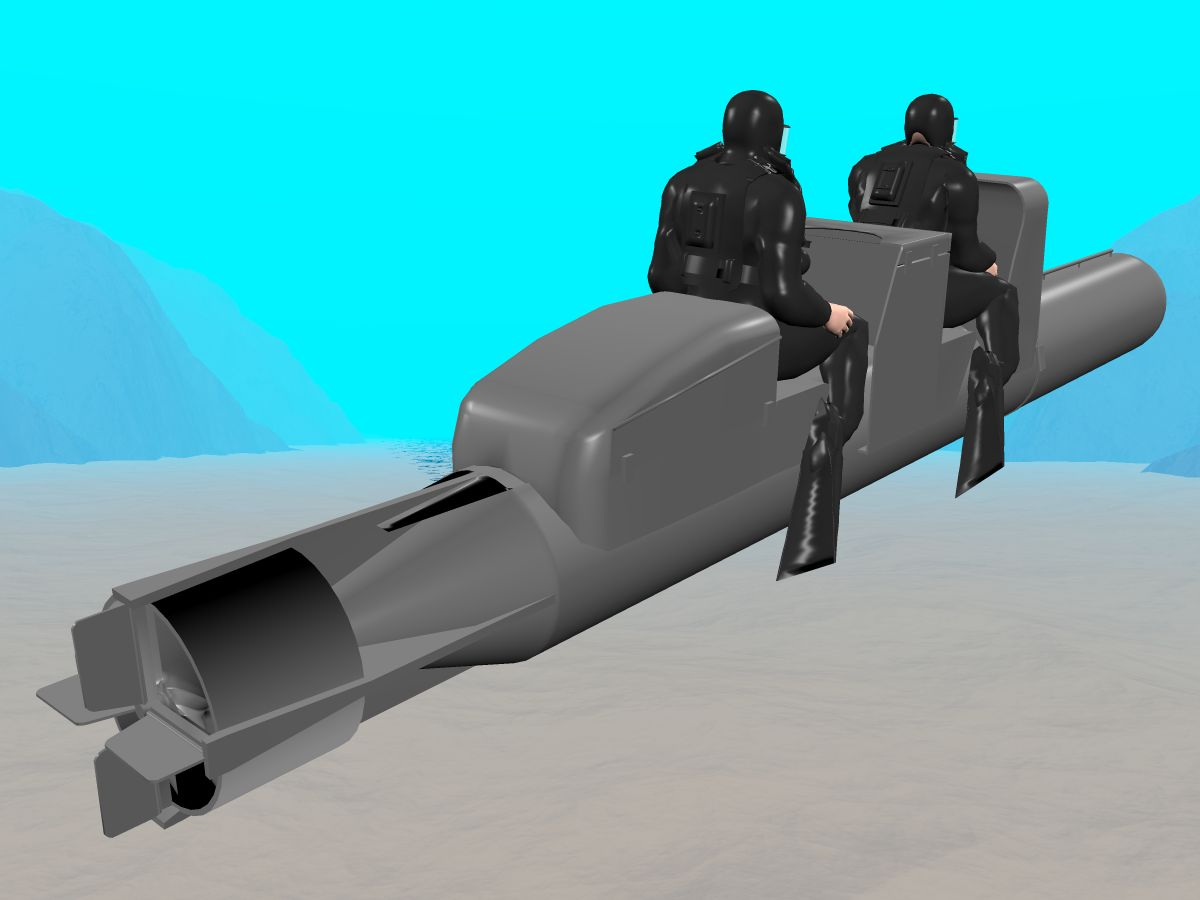
UBAリブリーザーを装備した2名のフロッグマンがMK Iチャリオットに搭乗して任務に当たっているところ。

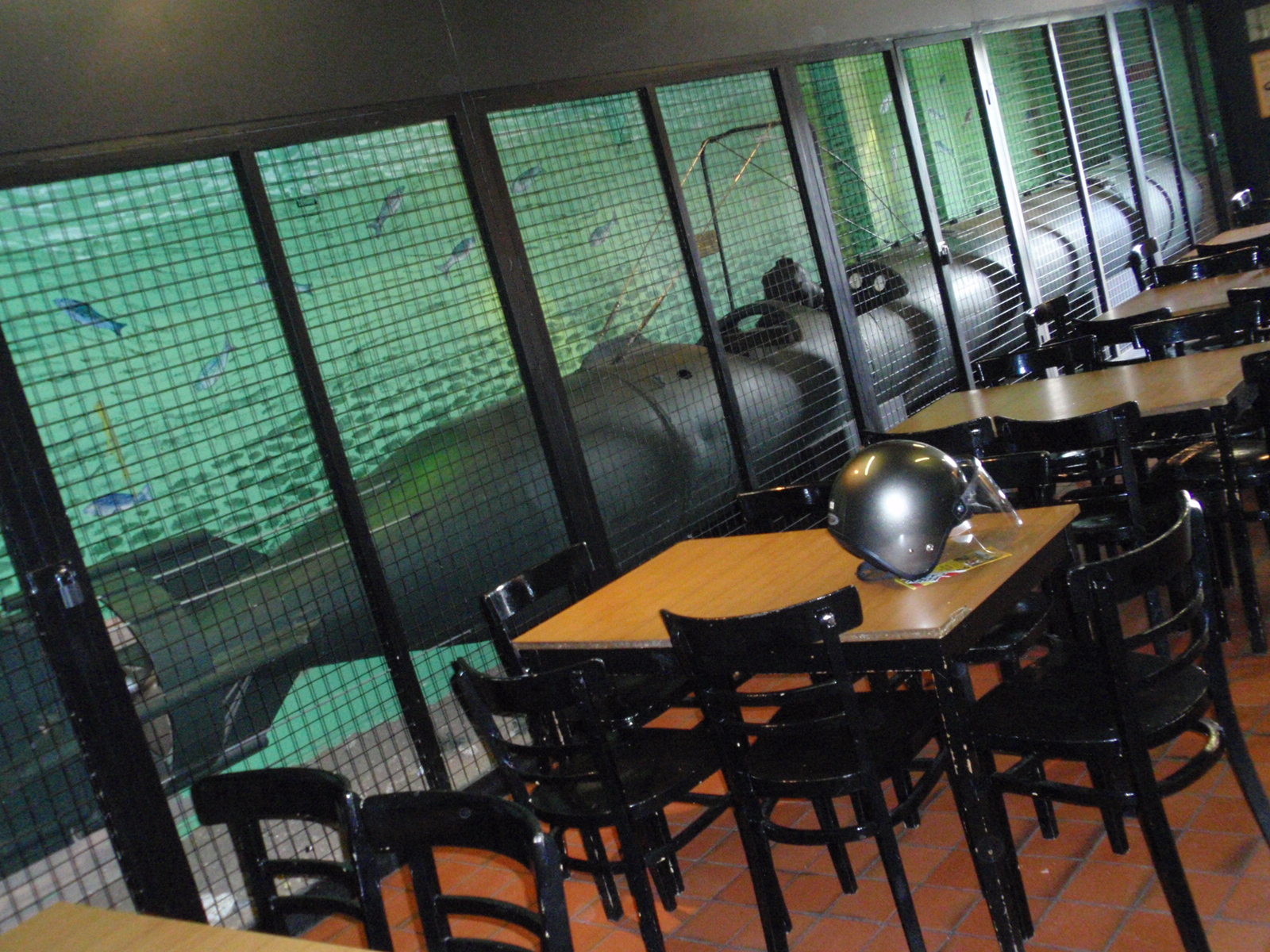
イギリス、エデン・キャンプ博物館のMk IIチャリオット。Mk IIの搭乗員は、周囲を囲われたコックピットに背中合わせに座る。

チャリオットとは第二次世界大戦中のイギリスで配備された人間魚雷である。この兵器は潜水艦から発進した後、2名のフロッグマンが搭乗して任務に従事した。彼らは爆発物を敵艦の水線下に取り付け、潜水艦へと帰還した。

## 設計
- チャリオットMark Iの寸法は全長6.8m、全幅0.9m、全高1.2mである。速力は2.5ノットで全重は1.6tだった。この潜航艇は最大で27mまで潜った。航続時間は5時間であるがこの距離は水流によって変動した。操縦桿は8の字を横にしたような形状である。取り外し可能な爆薬は約270kg（600ポンド）であった。34隻が建造された。

- チャリオットMark IIの寸法は全長9.3m、全幅0.8m、全高は1mである。全重は2,359kg、最高速度は4.5ノットである。航続時間は全速航行で5時間から6時間だった。搭乗員は2名で彼らは背中合わせに着座した。爆薬量はMark 1の2倍、約540kgであった。30隻が建造された[1]。

両方のタイプとも、建造はストサート・アンド・ピット社による。この企業はサマセット州バースにあったクレーン製造会社だった。

## 実戦投入

### タイトル作戦
1942年10月、ドイツ戦艦「ティルピッツ」を目標としてチャリオットが攻撃するタイトル作戦(Operation Title) がノルウェーフィヨルドで実行されたが、失敗に終わった。

### シャム
「イギリスのチャリオットが唯一完全に成功した作戦」は、1944年10月28日から29日に生じた。HMSトレンチャントからMk IIチャリオットが発進した。このチャリオットには2名が搭乗し、トニー・エルドリッジRNVR中尉が指揮をとっていた。彼らは日本軍の支配下にあるシャム・プーケット港内の2隻の艦艇を沈めた。